# Philippe Maxence
Pour les articles homonymes, voir Maxence.
Philippe Maxence, né le 2 mai 1965, est un journaliste, biographe et essayiste français.

## Biographie
« Philippe Maxence » (pseudonyme de Christophe Sergent) est l'auteur de la première biographie française complète consacrée en 2003 à Robert Baden-Powell, fondateur du scoutisme. Passionné de littérature anglaise, il a écrit des dizaines d'articles sur le sujet et un livre sur Gilbert Keith Chesterton, Pour le réenchantement du monde, une introduction à Chesterton (2004).
Il est depuis 2001 rédacteur en chef du bimensuel traditionaliste L'Homme nouveau.
Il est le président-fondateur de l'Association des amis de Chesterton.
Il collabore au Figaro Magazine, au Figaro hors-série, au Figaro-Histoire, à Famille chrétienne, au Spectacle du monde, à La Nef, à Monde & Vie, à The Chesterton Review (édition française) et à The Distributist Review.
À partir de 2013, Philippe Maxence possède, sur Radio Courtoisie, son propre Libre Journal mensuel, parfois transformé en Club des hommes en noir. Durant cette seconde émission, il est entouré par quatre chroniqueurs : les abbés Claude Barthe, Grégoire Celier, Guillaume de Tanoüarn et Christian-Philippe Chanut qui, mort en août 2013, s'est vu remplacer par le père Jean-François Thomas. En désaccord avec certaines prises de position d'Henry de Lesquen, Philippe Maxence quitte Radio Courtoisie en 2016.

## Œuvres
- Enquête sur la messe traditionnelle  (préf. cardinal Alfons Maria Stickler) (Essai), La Nef, coll. « Hors-série / 6 », juin 1998, 432 p. (EAN 2650007660639, lire en ligne), en collaboration avec Christophe Geffroy.
- Petit Voyage politique en Balzacie, Bouère, Éditions Dominique Martin Morin, 1999.
- Au jardin de notre piété, Bouère, Éditions Dominique Martin Morin, 2001.
- Baden-Powell, éclaireur de légende et fondateur du scoutisme, Éditions Perrin, 2003.
- Avec Michel de Penfentenyo et Michel Caillaud, Les Exercices spirituels de saint Ignace, Flavigny-sur-Ozerain, Traditions monastiques, 2004.
- Pour le réenchantement du monde : une introduction à Chesterton, Genève et Paris, Ad Solem, 2004, 189 p. (ISBN 978-2-88482-041-7).
- Guide des écoles catholiques pas comme les autres, Éditions de l'Homme nouveau, 2005.
- Le Monde de Narnia décrypté, Presses de la Renaissance, Paris, 2005.
- Pâques 1916 : renaissance de l'Irlande, Via Romana, 2007 (ISBN 978-2916727011, présentation en ligne)[4]
- L'Univers de G.K. Chesterton : petit dictionnaire raisonné : textes rassemblés par Philippe Maxence, Versailles, éditions Via Romana, 2008 (ISBN 978-2-916727-37-0, présentation en ligne)
- Maximilien Kolbe : Prêtre, journaliste et martyr (1894-1941), Perrin, 2011 (ISBN 9782262028688, présentation en ligne)[5],[6],[7]
- Chesterton face à l'islam, Paris, Via Romana, coll. « Les Amis de Chesterton », 2014.
- Dir., Face à la fièvre Charlie : des catholiques répondent, L'Homme nouveau, coll. « Focus », 2015, 124 p.
- Baden-Powell, Perrin, coll. « Tempus », 2016, 498 p.[8]
- Olave Baden-Powell, L’aventure scoute au féminin, Ed. Artège, 2020, 320 p.[9]